# 第62届奥斯卡金像奖
第62届奥斯卡颁奖典礼是美国电影艺术与科学学院旨在奖励1989年最优秀电影的一场晚会，于太平洋时区1990年3月26日下午18点（北美东部时区晚上21点）在美国加利福尼亚州洛杉矶的多萝西·钱德勒大厅举行，共计颁发了23项奥斯卡金像奖（也称学院奖）。晚会通过美国广播公司在美国直播，由吉尔·凯茨担任制作人，杰夫·马格里斯执导，男演员比利·克里斯托首次担任主持人。三个星期前的3月3日，男演员理查德·戴萨特和女演员戴安·拉德在加利福尼亚州比佛利山的比佛利山希尔顿酒店主持颁发了奥斯卡科技成果奖。
《为黛茜小姐开车》赢得了包括最佳影片和女主角在内的4项大奖，是这个夜晚的最大赢家，杰西卡·坦迪也刷新了最年长的奥斯卡获奖演员纪录。其他获奖电影包括胜出三项的《光荣战役》，获奖两项的《生于七月四日》、《小美人鱼》和《我的左脚》，以及胜出一项的《深渊》、《平衡》（Balance）、《蝙蝠侠》、《天堂电影院》、《共同的线索》（Common Threads: Stories from the Quilt）、《死亡诗社》、《亨利五世》（Henry V）、《圣战奇兵》、《约翰斯通大洪水》（The Johnstown Flood）和《工作经历》（Work Experience）。晚会的电视直播平均吸引了超过4000万美国观众收看。

## 获奖和提名
第62届奥斯卡金像奖提名名单于太平洋时区1990年2月14日早上5点38分（协调世界时下午13点38分）由学院主席卡尔·莫尔登（Karl Malden）和女演员吉娜·戴维斯一起在加利福尼亚州比佛利山的塞缪尔·戈尔德温剧院公布:764。《为黛茜小姐开车》以9项提名领跑，《生于七月四日》以8项紧随其后。
获奖者在1990年3月26日举行的颁奖典礼上宣布。《为黛茜小姐开车》成为历史上第3部没有获得导演奖提名但却最终拿下最佳影片奖的作品；同时因该片获女主角奖的杰西卡·坦迪已是80岁高龄，创下奥斯卡获奖演员的年龄新纪录。此外，肯尼思·布拉纳还是第五位因同一部电影获得导演和男主角奖提名的电影人:1163。

### 奖项

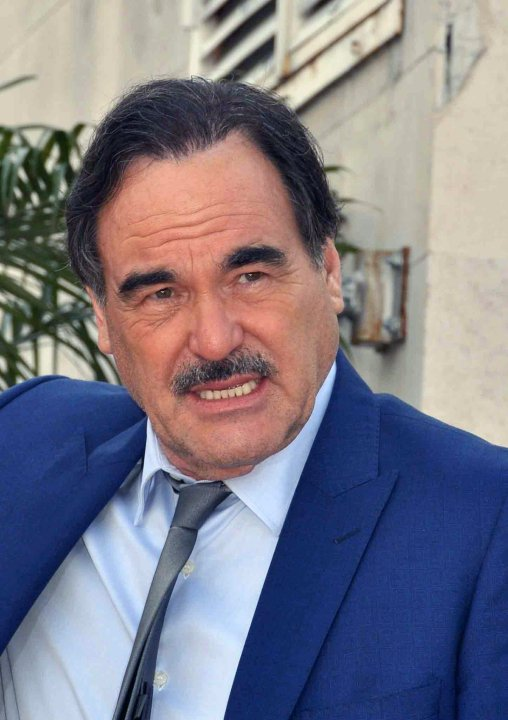
奥利佛·斯通因《生于七月四日》获导演奖

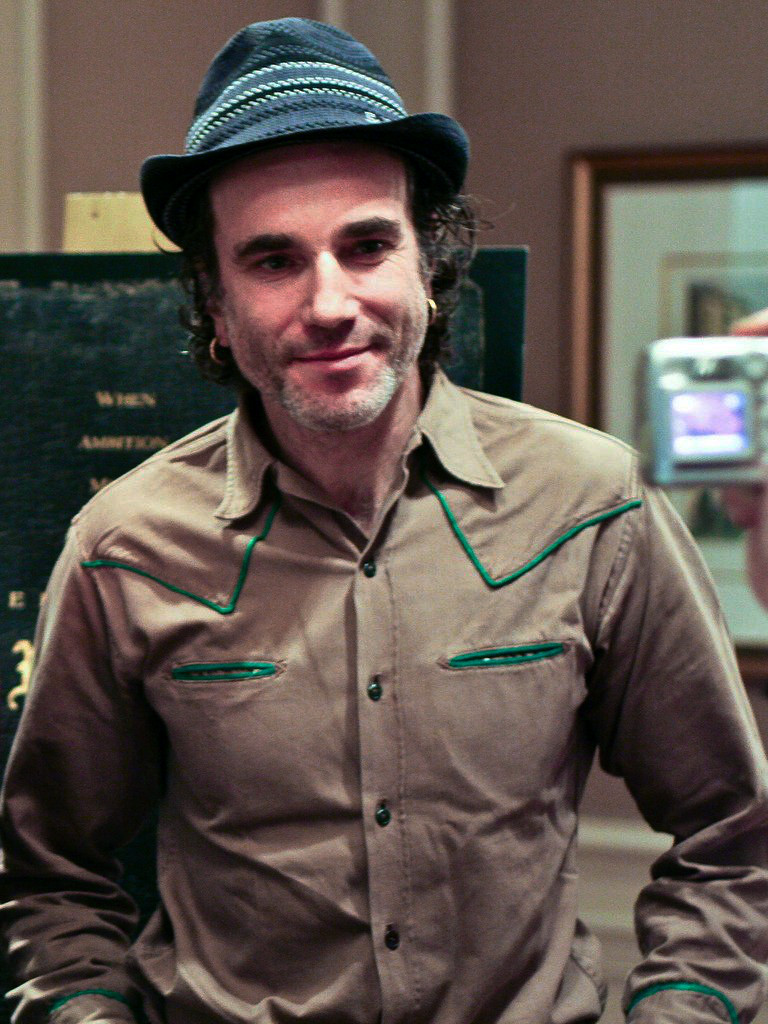
丹尼尔·戴-刘易斯因《我的左脚》获男主角奖

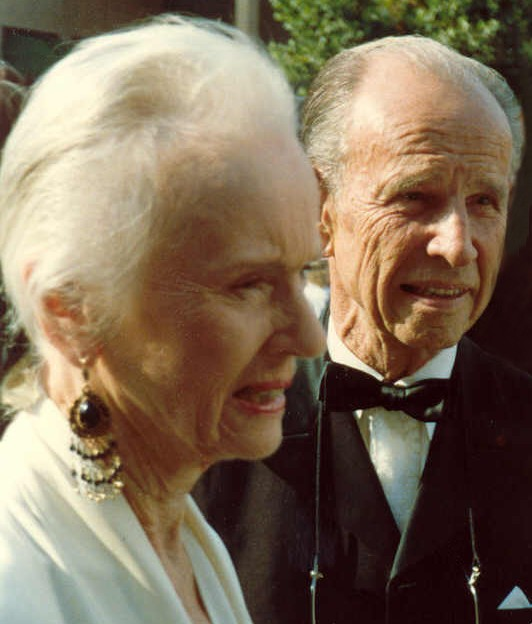
杰西卡·坦迪因《为黛茜小姐开车》获女主角奖

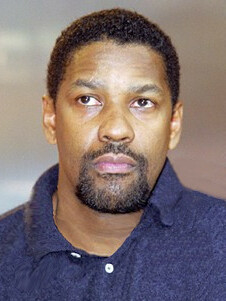
丹泽尔·华盛顿因《光荣战役》获男配角奖

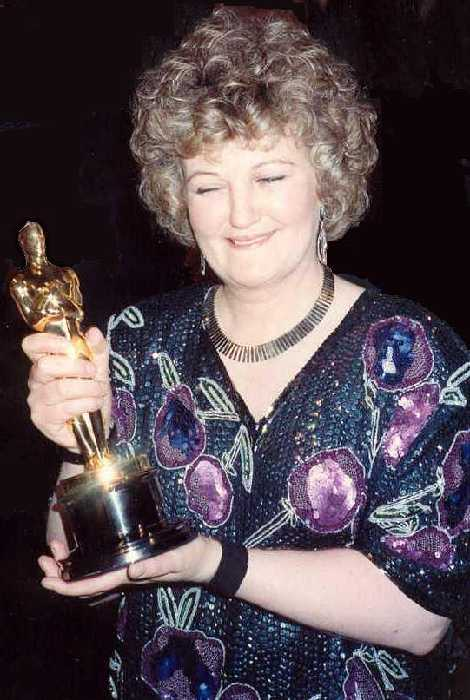
布兰达·弗里克因《我的左脚》获女配角奖

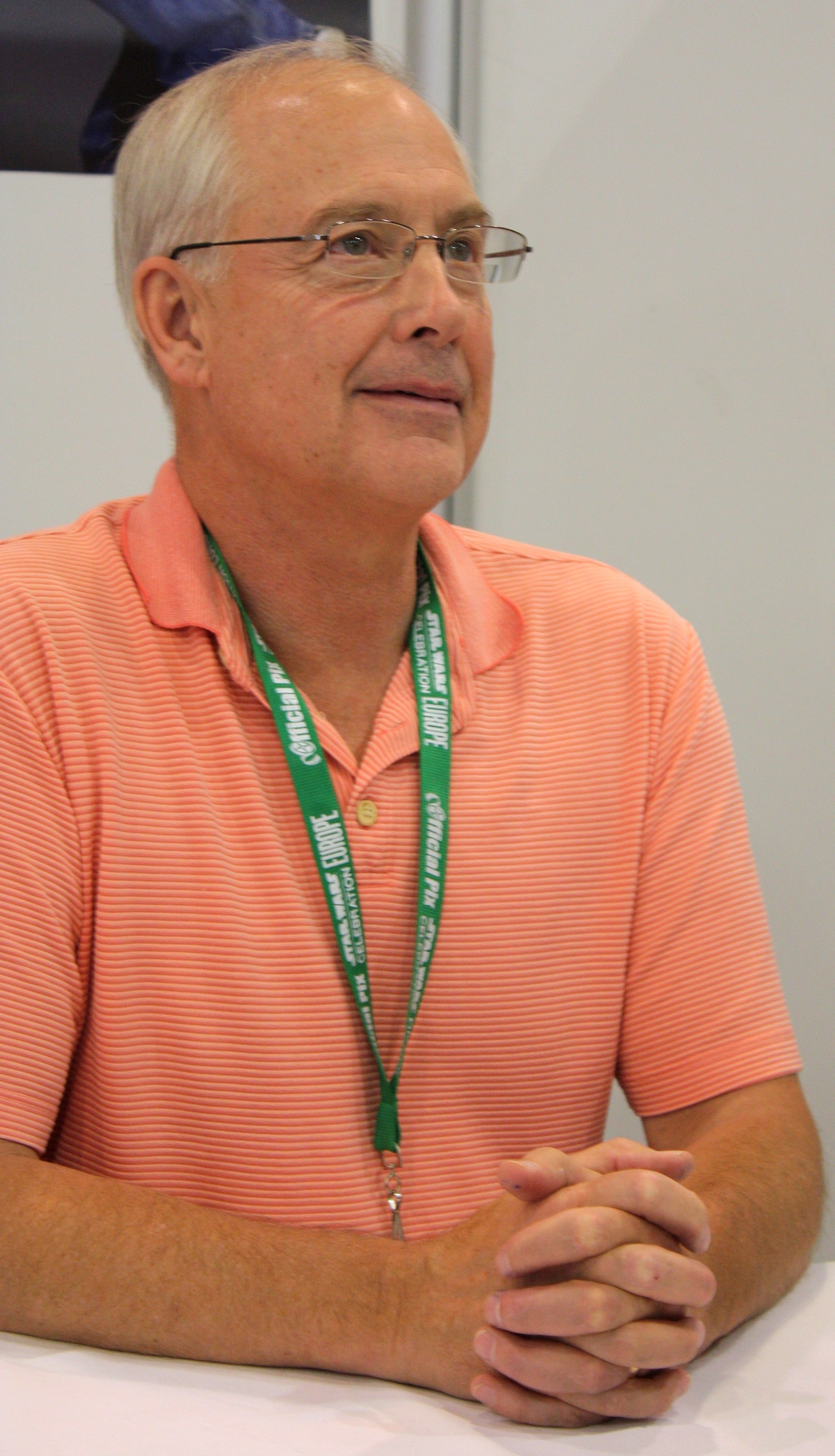
本·贝尔特因《圣战奇兵》获音效剪辑奖

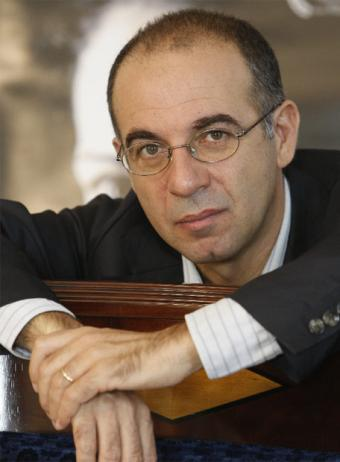
朱塞佩·托纳多雷因《天堂电影院》获外语片奖

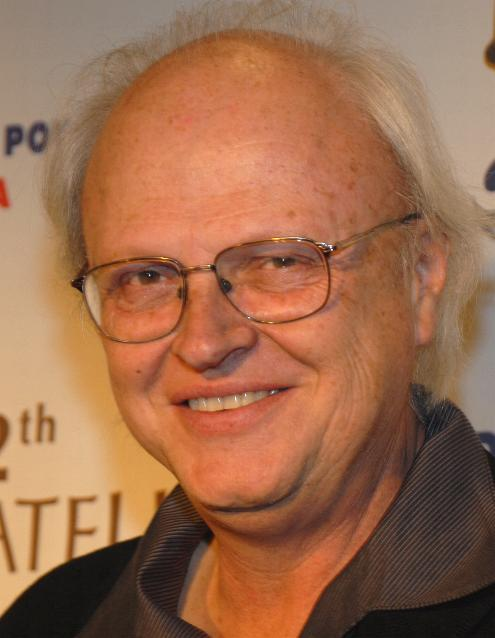
丹尼斯·穆伦因《深渊》获视觉效果奖

获奖作品列在最上方一行，加粗，并且右侧会附上‡符号：
| 最佳影片 | 最佳导演 |
| --- | --- |
| - 《为黛茜小姐开车》——理查德·D·扎努克和莉莉·菲妮·扎努克（Lili Fini Zanuck）‡ - 《生于七月四日》——·基特曼·霍（A. Kitman Ho）和奥利佛·斯通 - 《死亡诗社》——史蒂芬·哈夫特（Steven Haft）、保罗·乔恩格·威特（Paul Junger Witt）和托尼·托马斯（Tony Thomas） - 《夢幻成真》——劳伦斯·戈登（Lawrence Gordon）和查尔斯·戈登（Charles Gordon） - 《我的左脚》——诺尔·皮尔逊（Noel Pearson）                                                                                             | - 奥利佛·斯通——《生于七月四日》‡ - 伍迪·艾伦——《罪与错》 - 肯尼思·布拉纳——《亨利五世》 - 吉姆·谢里丹——《我的左脚》 - 彼得·威尔——《死亡诗社》 |
| 最佳男主角 | 最佳女主角 |
| - 丹尼尔·戴-刘易斯——《我的左脚》‡ - 肯尼思·布拉纳——《亨利五世》 - 湯姆·克魯斯——《生于七月四日》 - 摩根·弗里曼——《为黛茜小姐开车》 - 羅賓·威廉斯——《死亡诗社》 | - 杰西卡·坦迪——《为黛茜小姐开车》‡ - 伊莎贝尔·阿佳妮——《卡米耶·克劳岱尔》 - 保利娜·科林斯——《第二春》（Shirley Valentine） - 杰西卡·兰格——《八音盒》（Music Box） - 米歇尔·菲佛——《一曲相思情未了》（The Fabulous Baker Boys） |
| 最佳男配角 | 最佳女配角 |
| - 丹泽尔·华盛顿——《光荣战役》‡ - 丹尼·爱罗——《为所应为》 - 丹·艾克洛德——《为黛茜小姐开车》 - 马龙·白兰度——《血染的季節》 - 马丁·兰道——《罪与错》 | - 布兰达·弗里克——《我的左脚》‡ - 安杰丽卡·休斯顿——《伪情半生》（Enemies, A Love Story） - 莉娜·奥琳（Lena Olin）——《伪情半生》 - 茱莉娅·罗伯茨——《钢木兰》（Steel Magnolias） - 黛安·韦斯特——《温馨家族》（Parenthood） |
| 最佳原著剧本 | 最佳原著改编 |
| - 《死亡诗社》——汤姆·舒尔曼（Tom Schulman）‡ - 《罪与错》——伍迪·艾伦 - 《为所应为》——史派克·李 - 《性、谎言和录像带》——史蒂文·索德伯格 - 《当哈利遇到莎莉》——诺拉·艾芙伦 | - 《为黛茜小姐开车》——阿尔弗雷德·尤里（Alfred Uhry）根据自己的同名舞台剧改编‡ - 《生于七月四日》——奥利佛·斯通和罗恩·科维奇（Ron Kovic）改编自科维奇的同名小说 - 《伪情半生》——罗杰·西蒙（Roger L. Simon）和保罗·马祖斯基（Paul Mazursky）改编自艾薩克·巴甚維斯·辛格的同名小说 - 《夢幻成真》——菲尔·奥尔登·罗宾森（Phil Alden Robinson）改编自W·P·金塞拉（W. P. Kinsella）的小说《不穿鞋的乔》（Shoeless Joe） - 《我的左脚》——吉姆·谢里丹和谢恩·康诺顿（Shane Connaughton）改编自克里斯蒂·布朗的同名小说 |
| 最佳外语片 | |
| - 《天堂电影院》（意大利，意大利语）——朱塞佩·托纳多雷‡ - 《罗丹的情人》（法国，法语）——布鲁诺·努坦（Bruno Nuytten） - 《蒙特利尔的耶稣》（Jésus de Montréal，加拿大，法语）——丹尼斯·阿坎德 - 《跳华尔兹的女人》（Dansen med Regitze，丹麦，丹麦语）——卡斯帕·罗斯特拉普（Kaspar Rostrup） - 《圣地亚哥奇遇》（Lo que le Pasó a Santiago，波多黎各，西班牙语）——雅各布·莫拉莱斯（Jacobo Morales）                                                                         | |
| 最佳纪录长片 | 最佳纪录短片 |
| - 《共同的线索》——罗伯特·爱泼斯坦和比尔·克特里（Bill Couturié）‡ - 《亚当·克莱顿·鲍威尔》（Adam Clayton Powell）——理查德·克尔伯格（Richard Killberg）和伊冯娜·史密斯（Yvonne Smith） - 《解构美国》（Crack USA: County Under Siege）——文斯·迪帕西奥（Vince DiPersio）和比尔·古登泰格（Bill Guttentag） - 《为了全人类》（For All Mankind）——阿尔·赖纳特（Al Reinert）和贝琪·布罗伊勒斯·布里尔（Betsy Broyles Breier） - 《超级总裁：厄尔·沃伦的生活和遗产》（Super Chief: The Life and Legacy of Earl Warren）——朱迪思·伦纳德（Judith Leonard）和比尔·泽西（Bill Jersey）                                    | - 《约翰斯通大洪水》——查尔斯·古根海姆（Charles Guggenheim）‡ - 《美食6到9》（Fine Food, Fine Pastries, Open 6 to 9）——大卫·彼得森（David Petersen） - 《大屠杀纪念馆：保留过去，以确保未来》（Yad Vashem: Preserving the Past to Ensure the Future）——雷·埃罗尔·福克斯（Ray Errol Fox） |
| 最佳短片 | 最佳动画短片 |
| - 《工作经历》——詹姆斯·亨德里（James Hendrie）‡ - 《亚马逊日记》（Amazon Diary）——罗伯特·尼克松（Robert Nixon） - 《食小人魔》（The Childeater）——乔纳森·塔穆兹（Jonathan Tammuz） | - 《平衡》——克里斯托弗·劳恩斯坦（Christoph Lauenstein）和沃尔夫冈·劳恩斯坦（Wolfgang Lauenstein）‡ - 《母牛》（Корова）——亚历山大·彼得罗夫 - 《山中农场》（The Hill Farm）——马可·贝克（Mark Baker） |
| 最佳原创配乐 | 最佳原创歌曲 |
| - 《小美人鱼》——艾伦·曼肯‡ - 《一曲相思情未了》——戴夫·格鲁辛 - 《夢幻成真》——詹姆斯·霍纳 - 《圣战奇兵》——约翰·威廉姆斯 - 《生于七月四日》——约翰·威廉姆斯 | - “”（《小美人鱼》插曲）——作曲：艾伦·曼肯，作词：霍华德·阿什曼（Howard Ashman）‡ - “”（《回到阴阳界》插曲）——作曲：汤姆·斯诺（Tom Snow），作词：迪恩·皮策福德（Dean Pitchford） - “”（《温馨家族》插曲）——词曲：兰迪·纽曼 - “”（《第二春》插曲）——作曲：马文·哈姆利奇，作词：艾伦·伯格曼（Alan Bergman）和玛丽莲·伯格曼（Marilyn Bergman） - “”（《小美人鱼》插曲）——作曲：艾伦·曼肯，作词：霍华德·阿什曼                                                 |
| 最佳音效剪辑 | 最佳音效 |
| - 《圣战奇兵》——理查德·海姆斯（Richard Hymns）和本·贝尔特（Ben Burtt）‡ - 《黑雨》——米尔顿·伯罗（Milton Burrow）和威廉·曼杰（William Manger） - 《致命武器2》（Lethal Weapon 2）——罗伯特··亨德森（Robert G. Henderson）和阿兰·罗伯特·默里（Alan Robert Murray） | - 《光荣战役》——唐纳德·米切尔、格雷格·鲁德洛夫、艾略特·泰森和拉塞尔·威廉姆斯二世‡ - 《深渊》——唐·巴斯曼、凯文·克里利、理查德·奥弗顿和李·奥尔洛夫 - 《黑雨》——唐纳德·米切尔、凯文·奥康奈尔、格雷格·拉塞尔和基思·韦斯特 - 《生于七月四日》——迈克尔·明克勒、格里高利·沃特金斯、华利·史帝文（Wylie Stateman）和托德·梅特兰 - 《圣战奇兵》——本·贝尔特、加里·萨默斯、肖恩·墨菲和托尼·达维                       |
| 最佳艺术指导 | 最佳摄影 |
| - 《蝙蝠侠》——艺术指导：安东·富斯特（Anton Furst），内部装饰：彼得·杨（Peter Young）‡ - 《深渊》——艺术指导：莱斯利·迪利（Leslie Dilley），内部装饰：安妮·库尔简（Anne Kuljian） - 《终极天将》——艺术指导：丹提·费瑞提，内部装饰：弗朗西斯卡·罗·夏沃（Francesca Lo Schiavo） - 《为黛茜小姐开车》——艺术指导：布鲁诺·鲁贝奥（Bruno Rubeo），内部装饰：克里斯皮安·萨里斯（Crispian Sallis） - 《光荣战役》——艺术指导：诺曼·加伍德（Norman Garwood），内部装饰：加勒特·刘易斯（Garrett Lewis） | - 《光荣战役》——弗雷迪·弗朗西斯（Freddie Francis）‡ - 《深渊》——迈克尔·塞洛蒙（Mikael Salomon） - 《爱的大风暴》（Blaze）——哈斯克尔·韦克斯勒（Haskell Wexler） - 《生于七月四日》——罗伯特·理查德森 - 《一曲相思情未了》——迈克尔·包豪斯（Michael Ballhaus） |
| 最佳化妆 | 最佳服装设计 |
| - 《为黛茜小姐开车》——曼里奥·罗凯蒂（Manlio Rocchetti）、琳恩·巴貝爾（Lynn Barber）和凯文·哈尼（Kevin Haney）‡ - 《吾爱吾父》（Dad）——迪克·史密斯（Dick Smith）、肯·迪亚兹（Ken Diaz）和格雷格·尼尔森（Greg Nelson） - 《终极天将》——玛吉·韦斯顿（Maggie Weston）和费比诺·斯福尔扎（Fabrizio Sforza） | - 《亨利五世》——菲利斯·达尔顿（Phyllis Dalton）‡ - 《终极天将》——加布里埃尔·佩斯卡西（Gabriella Pescucci） - 《为黛茜小姐开车》——伊丽莎白·麦克布莱德（Elizabeth McBride） - 《哈林夜总会》（Harlem Nights）——乔·汤普金斯（Joe Tompkins） - 《最毒婦人心》（Valmont）——西奥多·皮斯普克（Theodor Pistek）] |
| 最佳剪辑 | 最佳视觉效果 |
| - 《生于七月四日》——大衛·布倫納（David Brenner）和乔·哈金（Joe Hutshing）‡ - 《熊的故事》（L'Ours）——诺埃尔·博依森（Noelle Boisson） - 《为黛茜小姐开车》——马克·沃纳 - 《一曲相思情未了》——威廉·施泰因坎普（William Steinkamp） - 《光荣战役》——史提芬·罗森布鲁姆（Steven Rosenblum） | - 《深渊》——丹尼斯·穆伦（Dennis Muren）、霍伊特·耶特曼（Hoyt Yeatman）、约翰·布鲁诺（John Bruno）和丹尼斯·斯科达克（Dennis Skotak）‡ - 《终极天将》——理查德·康威（Richard Conway）和肯特·休斯顿（Kent Houston） - 《回到未来II》——肯·拉斯顿（Ken Ralston）、迈克尔·兰提里（Michael Lantieri）、约翰·贝尔（John Bell）和史提夫·高利（Steve Gawley） |

#### 奥斯卡荣誉奖
- 黑泽明[12]

#### 简·赫尔索特人道精神奖
- 霍华德·W·科奇（Howard W. Koch）[13]

### 提名和获奖大户
| 提名数 | 片名               |
| ------ | ------------------ |
| 9      | 《为黛茜小姐开车》 |
| 8      | 《生于七月四日》   |
| 5      | 《光荣战役》       |
| 5      | 《我的左脚》       |
| 4      | 《深渊》           |
| 4      | 《终极天将》       |
| 4      | 《死亡诗社》       |
| 4      | 《一曲相思情未了》 |
| 3      | 《罪与错》         |
| 3      | 《伪情半生》       |
| 3      | 《夢幻成真》       |
| 3      | 《亨利五世》       |
| 3      | 《圣战奇兵》       |
| 3      | 《小美人鱼》       |
| 2      | 《黑雨》           |
| 2      | 《罗丹的情人》     |
| 2      | 《为所应为》       |
| 2      | 《温馨家族》       |
| 2      | 《第二春》         |

| 获奖数 | 片名               |
| ------ | ------------------ |
| 4      | 《为黛茜小姐开车》 |
| 3      | 《光荣战役》       |
| 2      | 《生于七月四日》   |
| 2      | 《小美人鱼》       |
| 2      | 《我的左脚》       |

## 颁奖和表演嘉宾
以下人士出场颁发了奖项或表演节目：:770

### 颁奖嘉宾（按出场顺序排列）
| 姓名                          | 角色                                    |
| ----------------------------- | --------------------------------------- |
| 查理·奥唐奈                   | 第62届奥斯卡颁奖典礼报幕员              |
| 卡尔·莫尔登                   | 致开幕陈辞，欢迎各位来宾出席颁奖晚会    |
| 吉娜·戴维斯                   | 颁发男配角奖                            |
| 格伦·克洛斯 梅尔·吉布森       | 颁发艺术指导奖                          |
| 阿诺·施瓦辛格                 | 介绍金·贝辛格上台                       |
| 金·贝辛格                     | 介绍最佳影片提名电影《死亡诗社》        |
| 茱莉娅·罗伯茨                 | 引出原创歌曲奖提名作品“”的现场表演      |
| 史提夫·馬丁                   | 颁发原创配乐奖                          |
| 肯尼思·布拉纳 伊丽莎白·麦戈文 | 颁发化妆奖                              |
| 杰克·莱蒙 娜塔莉亚·涅戈达     | 颁发外语片奖                            |
| 凯文·克莱恩                   | 颁发女配角奖                            |
| 博·布里奇斯 杰夫·布里吉斯     | 介绍最佳影片提名电影《梦幻之地》        |
| 约翰·坎迪 里克·莫拉尼斯       | 颁发短片奖                              |
| 达丽尔·汉纳                   | 引出原创歌曲奖提名作品“”和“”的现场表演  |
| 賓尼兔                        | 颁发动画短片奖                          |
| 沃尔特·马修                   | 向霍华德··科奇颁发简·赫尔索特人道精神奖 |
| 杰西卡·兰格                   | 介绍最佳影片提名电影《为黛茜小姐开车》  |
| 摩根·弗里曼 杰西卡·坦迪       | 颁发剪辑奖                              |
| 約翰·古德曼                   | 引出原创歌曲奖提名作品“”的现场表演      |
| 汤姆·塞立克                   | 介绍伊莎贝尔·于佩尔上台                 |
| 伊莎贝尔·于佩尔               | 引出科技成果奖和戈登·E·索耶奖颁奖片段   |
| 布莱恩·布朗 雷切尔·沃德       | 颁发音效和音效剪辑奖                    |
| 梅兰尼·格里菲斯 汤姆·汉克斯   | 颁发摄影奖                              |
| 格利高里·派克                 | 颁发女主角奖                            |
| 坎迪斯·伯根                   | 颁发服装设计奖                          |
| 丹·艾克罗伊德 切维·切斯       | 颁发视觉效果奖                          |
| 杰克·瓦伦蒂                   | 介绍乔治·卢卡斯和史蒂文·斯皮尔伯格上台  |
| 乔治·卢卡斯 斯蒂文·斯皮尔伯格 | 向黑泽明颁发奥斯卡荣誉奖                |
| 丹泽尔·华盛顿                 | 引出原创歌曲奖提名作品“”的现场表演      |
| 宝拉·阿巴杜 达德利·摩尔       | 颁发原创歌曲奖                          |
| 丹尼·格洛弗                   | 介绍最佳影片提名电影《生于七月四日》    |
| 诺玛·阿莱昂德罗 查尔顿·赫斯顿 | 颁发纪录短片奖和纪录片奖                |
| 简·方达                       | 颁发原著剧本和原著改编奖                |
| 安杰丽卡·休斯顿               | 介绍最佳影片提名电影《我的左脚》        |
| 罗伯特·德尼罗 马丁·斯科塞斯   | 颁发导演奖                              |
| 朱迪·福斯特                   | 颁发男主角奖                            |
| 米歇尔·菲佛                   | 引出原创歌曲奖提名作品“”的现场表演      |
| 沃伦·比蒂 杰克·尼科尔森       | 颁发最佳影片奖                          |

### 表演嘉宾（按出场顺序排列）
| 姓名                            | 角色     | 表演 |
| ------------------------------- | -------- | --- |
| 比尔·康提                       | 音乐编排 | 管弦乐 |
| 比利·克里斯托                   | 主持人   | 开场歌舞： 《我的左腿》（My Left Foot，使用歌曲“”的曲调） 《梦幻之地》（Field of Dreams，使用歌曲“”的曲调） 《死亡诗社》（Dead Poets Society，使用歌曲“”的曲调） 《为黛茜小姐开车》（Driving Miss Daisy，使用歌曲“”的曲调） 《生于七月四日》（Born on the Fourth of July），使用布鲁斯·斯普林斯廷歌曲“”的曲调:772 |
| 兰迪·纽曼                       | 表演者   | 《温馨家族》插曲“” |
| 吉奥菲·侯德                     | 表演者   | 《小美人鱼》插曲“”和“” |
| 佩蒂·奧斯丁                     | 表演者   | 《第二春》插曲“” |
| 杰姆斯·英格拉姆 玛莉莎·曼彻斯特 | 表演者   | 《回到阴阳界》插曲“” |
| 戴安娜·罗斯                     | 表演者   | 《绿野仙踪》插曲《》 |

## 典礼资讯

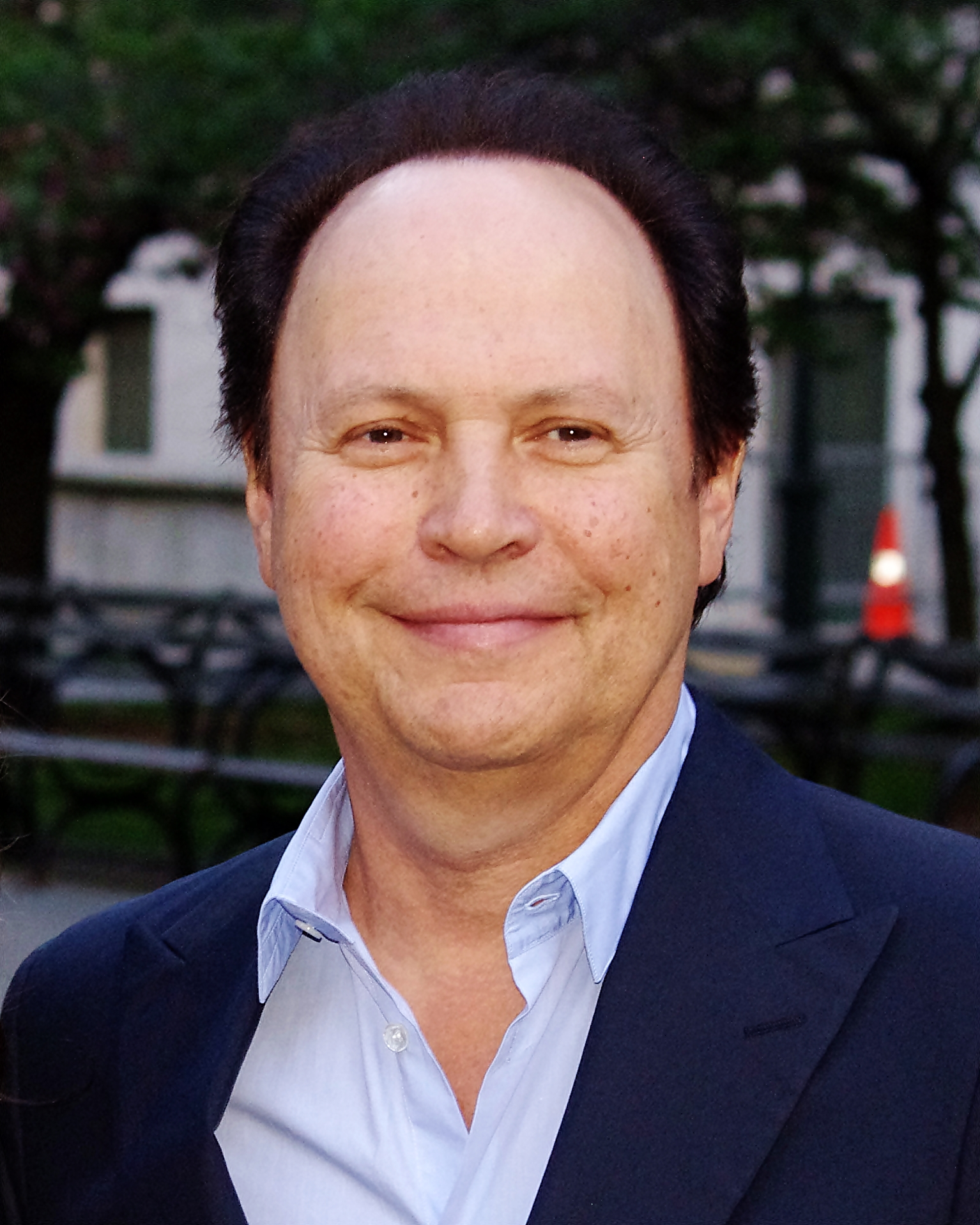
比利·克里斯托担任第62届奥斯卡颁奖典礼的主持人

前一年的晚会所获评价不佳，美国电影艺术与科学学院为此组建了一个颁奖典礼评审委员会，试图找到电视直播无论是在媒体还是娱乐业都不受待见的原因:750。委员会的结论认为，上届晚会制片人阿伦·卡尔（Allan Carr）最大的失误在于让开场歌舞持续了12分钟之久。担任委员会主席的制片人兼前任美国导演工会主席吉尔伯特·凯茨称，如果这段曲目的长度大幅缩短，那么卡尔也不会受到这么严苛的批评。新当选的学院主席卡尔·莫尔登也针对前一年的电视转播表示：“学院中有些人觉得那次节目有点失控”:768。
1989年9月，凯茨获聘成为1990年颁奖典礼电视转播的制作人。对此莫尔登表示：“凯茨是位资深电影和电视导演，他在这两种媒体上都有高雅的作品，这将有助于恢复因上次奥斯卡颁奖典礼而受到损害的学院声誉”:768。1990年1月，喜剧演员比利·克里斯托获选成为晚会的主持人。对此凯茨在记者招待会上表示：“我们对能请来比利主持这次节目感到非常高兴，他的独特才华和对意外情况的掌控能力将成为今年晚会的重要资产”。
凯茨将这次节目的主题定为“三个半小时环游世界”，称这将是一次“围绕全世界的聚会”。他对此还表示：“全世界都在不断变化，希望颁奖典礼能够跟上这种变化”:768。为了配合节目的主题，多位颁奖嘉宾都是在世界上多个不同地点宣布奖项得主，这些地点包括布宜诺斯艾利斯、伦敦、莫斯科和悉尼。
另外还有多人参与了颁奖典礼的制作。晚会开头的一段向“电影百年”致敬的短片是由纪录片电影人查克·沃克曼（Chuck Workman）制作:771。电影配乐师兼作曲家比尔·康提（Bill Conti）担任颁奖典礼的音乐总监。舞者兼歌手宝拉·阿巴杜监督了原创歌曲提名作品的表演和一段包含服装设计奖提名作品的舞蹈曲目。歌手戴安娜·罗斯演唱了歌曲，来向上映50周年的《绿野仙踪》致敬:777。

### 提名电影票房表现
截止2月14日提名名单公布时，五部获最佳影片提名电影在美国的总计票房收入为2亿4467万2346美元，平均每部4893万4469美元。其中《死亡诗社》以9586万零116美元位居榜首，之后分别是收入6443万1625美元的《梦幻之地》，进账4866万1580美元的《生于七月四日》，收入3360万1409美元的《为黛茜小姐开车》和进账211万7616美元的《我的左脚》。
在1989年美国电影票房50强中，有14部电影获得了共计43项提名。其中《温馨家族》（第8位）、《死亡诗社》（第9位）、《当哈利遇到莎莉》（第10位）、《梦幻之地》（第17位）、《生于七月四日》（第25位）、《为黛茜小姐开车》（第36位）和《性、谎言和录像带》（第45位）7部获得了最佳影片、导演，或任何一项表演、编剧类提名。另外7部获提名的分别是《蝙蝠侠》（冠军）、《圣战奇兵》（亚军）、《致命武器2》（季军）、《回到未来II》（第6位）、《小美人鱼》（第12位）、《深渊》（第22位）和《黑雨》（第27位）。

### 专业评价
本届晚会收到的媒体评价褒贬不一，部分媒体看法较为负面。《纽约时报》影评人珍妮特·马斯林（Janet Maslin）对克里斯托的评价还过得去，但她批评节目试图变得国际化的做法“除了让人头痛外一无是处”。《华盛顿邮报》电视评论员汤姆·谢尔斯（Tom Shales）感叹：“虽然克里斯托的开场独白看起来恰到好处，但随着夜晚的进行，他的表现却江河日下，在奖项之间的大部分插科打诨都表现平平。”他还批评了晚会的歌舞曲段以及多个“环绕世界”的切换镜头，觉得这毫无意义。 《洛杉矶时报》的霍华德·罗森伯格（Howard Rosenberg）则批评节目有些过于严肃，“仿佛是在谈生意”。他对克里斯托的表现予以好评，觉得节目的国际化也不失为一次好的尝试，但这些内容过于冗长，让人感到无聊，称自己身在堪萨斯城的母亲看到无聊的时候就只好去看报纸。
其他媒体对节目的评价更为正面。《今日美国》电视评论员马特·劳什（Matt Roush）为比利·克里斯托的“巧舌如簧和精明”叫好，称赞他让晚会“充满活力、妙趣横生”，并且看上去还能“持续一整夜，真是件苦差事。”他在总结中认为：“好莱坞无疑是在快乐中入睡的，因为这次事情变了，奥斯卡没有丢自己的脸”。《密尔沃基哨兵日报》（Milwaukee Journal Sentinel）的迈克·德鲁（Mike Drew）认为，“克里斯托虽然过于‘内向’，而且也没有好莱坞以为的那么风趣，但他仍是位高效的主持人”。《费城问询报》影评人卡丽·瑞基（Carrie Rickey）写道：“吉尔伯特·凯茨借此机会强调电影而非合唱团女孩之举令人鼓舞。”她还赞扬了克里斯托的表现，称他“巧妙的开场歌舞拥有约翰尼·卡森的漫画基调”。

### 收视率和奖项
本届颁奖典礼通过美国广播公司在美国直播，其播出时段里平均有4024万观众收看，与前一年相比降低了5%，而所有曾观看部分时段节目的观众总数则估计有6931万。从尼尔森收视率调查的数据看，节目的表现也不及前一年，吸引了27.82%的家庭观看，收视率为49.42%。
1990年7月，颁奖典礼获得了第42届黄金时段艾美奖的12项提名，并在两个月后赢得了综艺或音乐节目类最佳艺术指导奖。